# Villa Cristina
Villa Cristina es una urbanización privada perteneciente al distrito Este de la ciudad andaluza de Málaga, España. Según la delimitación oficial del ayuntamiento, limita al norte con los barrios de San Francisco y San Isidro; al este, con el barrio de Miraflores del Palo; al sur, con el barrio de El Palo; y al oeste con los barrios de Valle de los Galanes y Pedregalejo.

## Transporte
En autobús está conectado con el resto de la ciudad mediante las siguientes líneas de la EMT: 
| Línea | Trayecto                                        | Recorrido | Frecuencia    |
| ----- | ----------------------------------------------- | --------- | ------------- |
| 29    | Jarazmín - El Palo                              | Recorrido | 60 minutos    |
| 34    | Alameda Principal - Pedregalejo (Bda. La Mosca) | Recorrido | 30-35 minutos |